# Mick Jagger
Pour les articles homonymes, voir Jagger.
Michael Philip Jagger dit Mick Jagger, né le 26 juillet 1943 à Dartford (Kent, Angleterre), est un auteur-compositeur-interprète, musicien et acteur britannique, cofondateur en 1962, avec Brian Jones (guitare), Keith Richards (guitare), Dick Taylor (basse,  remplacé par  Bill Wyman), Mick Avory (batterie) et Ian Stewart (piano) du célèbre groupe de rock britannique The Rolling Stones, dont la formation se stabilise l'année suivante avec l'arrivée de Charlie Watts à la batterie qui a remplacé Mick Avory. Sous la signature « The Glimmer Twins » (Les Jumeaux Etincelants), il est avec Keith Richards l'auteur-compositeur de la plupart des titres du groupe. Outre le chant, il lui arrive de jouer au sein du groupe de l'harmonica et de la guitare.
Mick Jagger est l'un des chanteurs les plus célèbres en raison de la popularité et de la longévité des Rolling Stones. Véritable star depuis le milieu des années 1960, il est, par son jeu de scène démonstratif, son attitude et son charisme, considéré comme l'archétype du chanteur de rock, souvent cité comme référence par de nombreux artistes. En 2010, il est classé 16e dans le classement des 100 plus grands chanteurs de tous les temps par le mensuel Rolling Stone. Il a travaillé pour le cinéma en tant qu'acteur dans plusieurs films, dont Performance, Ned Kelly, L'Homme d'Elysian Fields ou encore Bent.
Le 12 décembre 2003, Mick Jagger a été solennellement adoubé chevalier par le prince Charles, au nom de la reine, en présence de son père et de deux de ses filles, devenant ainsi Sir Michael Jagger. Mick Jagger et ses partenaires continuent dans les années 2020 à tourner avec succès dans le monde entier et ne manifestent aucune intention de mettre un terme à l'existence de leur groupe, malgré la mort de leur batteur Charlie Watts en 2021.

## Biographie
Son père, Basil Fanshawe « Joe » Jagger (né le 6 avril 1913 et mort le 11 novembre 2006) est professeur d'éducation physique ; sa mère, Eva Ensley Mary Scutts, coiffeuse (née le 13 avril 1913 et morte le 18 mai 2000). En 1957, son père anime une émission de télévision sur la gymnastique, Mick apparaît plusieurs fois dans les reportages, accomplissant des mouvements de gym. En 1954, il réussit l'eleven-plus et intègre la Dartford Grammar School (en). Élève dans cette école réputée de 1954 à 1961, il se révèle bon en anglais, français, et en sport, notamment au cricket qui restera toute sa vie une grande passion. Il a un frère cadet Chris, qui est musicien, chanteur, auteur, compositeur.
Dès l'âge de 15 ans, Mick s'intéresse au rhythm and blues. Tout en continuant ses études, il débute à l'harmonica et s'exerce au chant. Il forme son premier groupe, baptisé Little Boy Blue & The Blues Boys en 1959 avec son copain de quartier Dick Taylor.

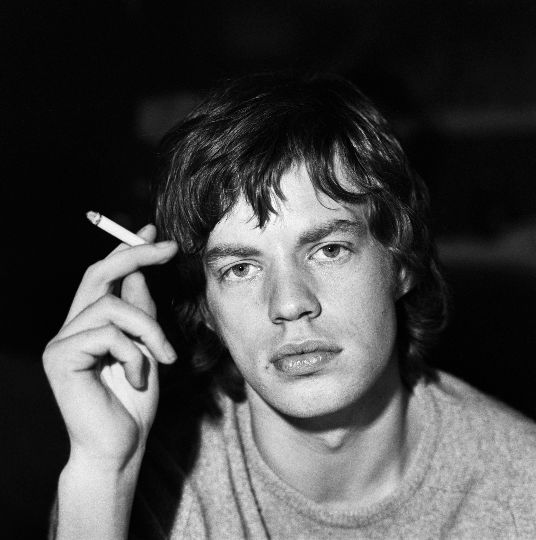
Mick Jagger en 1965.

Le matin du 17 octobre 1961,, il rencontre Keith Richards sur le quai de la gare de Dartford, qui avait été élève dans la même école primaire que lui, et qui est attiré par les albums de rhythm and blues que Mick vient d'acheter. Ils s'aperçoivent rapidement qu'ils partagent non seulement un engouement commun pour la musique noire américaine mais aussi un ami : Dick Taylor qui joue dans Little Boy Blue and The Blue Boys.
À partir de là, Mick et Keith commencent à jouer ensemble. En parallèle avec son groupe, Mick joue aussi en amateur dans le Blues Incorporated d'Alexis Korner, qui intègre de nombreux musiciens de passage, allant et venant, dont Cyril Davies à l'harmonica, Charlie Watts à la batterie, Ginger Baker à la batterie et Jack Bruce à la contrebasse. En 1961, Mick entre à la London School of Economics mais la quitte pour se consacrer à la musique, malgré les conseils de son père. Il rejoint Ian Stewart et Brian Jones, rencontrés au Ealing Club où se produit le Blues Incorporated, qui cherchent d'autres musiciens pour former un groupe. Keith Richards rejoint bientôt la formation qui se compose de Mick Jagger au chant, Ian Stewart au piano, Brian Jones à la guitare, Dick Taylor à la basse et Mick Avory à la batterie. Après un hiver difficile pour Mick, Keith et Brian, passé en colocation avec un certain James Phelge au désormais célèbre 102 Edith Grove à Londres, avec comme ultimes ressources les maigres cachets de quelques concerts, ils fondent les Rolling Stones. Dick Taylor quitte rapidement la formation pour former The Pretty Things et le groupe recrute Bill Wyman au poste de bassiste puis Charlie Watts qui remplace Mick Avory à la batterie en 1963. Les Rolling Stones ont désormais leur formation.

### Au sein des Rolling Stones

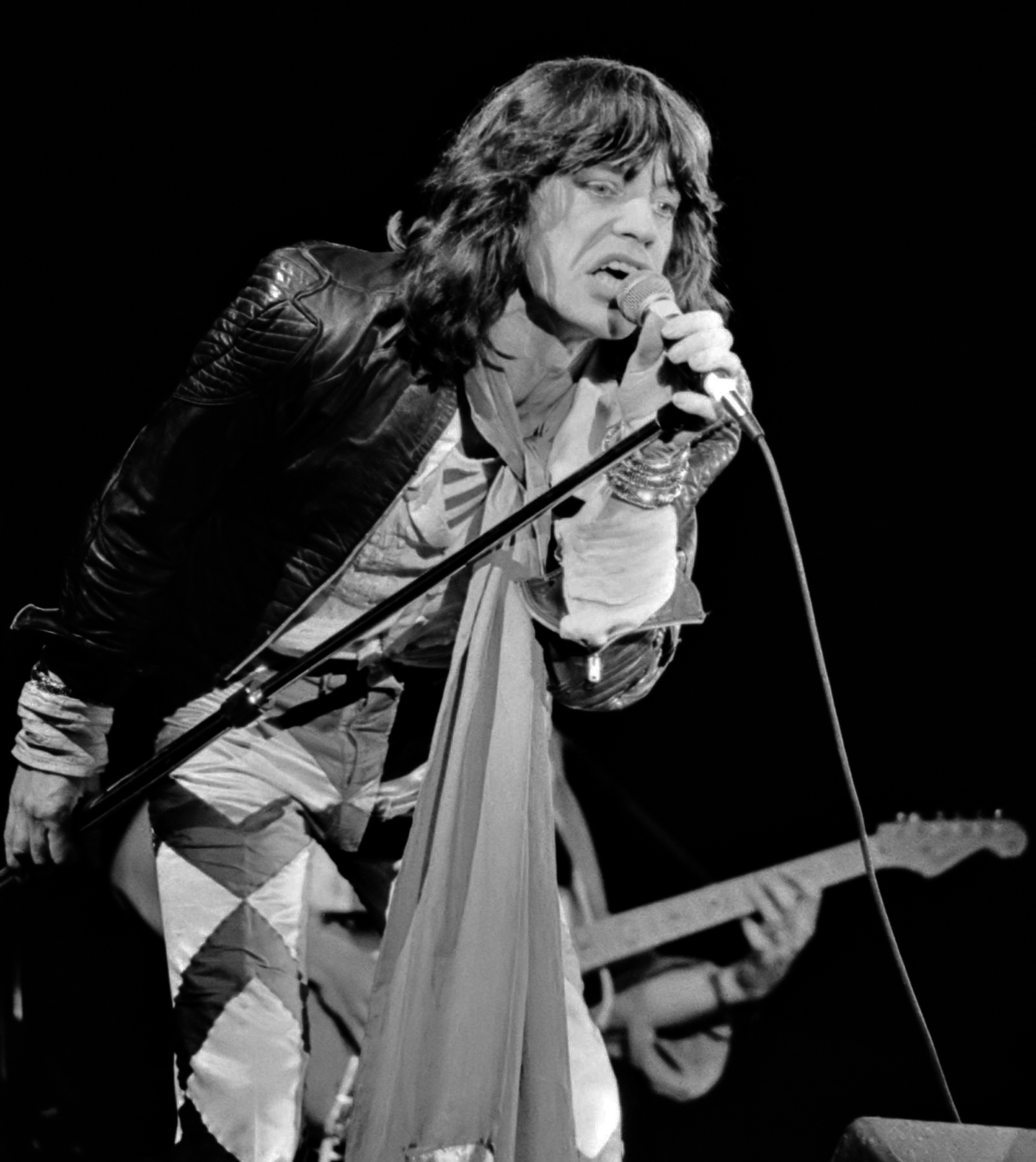
Mick Jagger lors d'un concert en 1976.

La place de Mick Jagger au sein de la formation est au début assez discrète. Bien qu'il se révèle rapidement être une bête de scène, ce n'est pas lui qui fait office de leader ou qui décide des orientations musicales du groupe. Ce rôle échoit à l'origine à Brian Jones. Cependant, son physique androgyne, son attitude outrancière et son sex-appeal poussent Andrew Loog Oldham à faire de Mick l'une des figures principales du groupe. Malgré des capacités limitées comme chanteur, Mick jouit d'une certaine aura auprès du public qui tranche avec l'attitude plus sage et conventionnelle des autres groupes anglais du moment (notamment les Beatles). Alors que Brian Jones était au début le négociateur des contrats pour les Rolling Stones, Mick prend cette place petit à petit, poussé par Andrew Loog Oldham. Il devient au fil des années (avec Keith Richards, dans une moindre mesure) la tête pensante des Rolling Stones.
Ce rôle au sein du groupe est renforcé par le fait que, poussé par Oldham, il va à partir de 1964, se lancer avec Keith Richards dans l'écriture des chansons du groupe. De leur collaboration vont naître quelques-uns des plus grands succès du rock comme (I Can't Get No) Satisfaction, Jumpin' Jack Flash, Sympathy for the Devil ou Paint It Black. Keith Richards a décrit leur manière de travailler dans son autobiographie intitulée Life. Le guitariste est souvent à l'origine des chansons et présente à Mick, une ébauche avec parfois un premier vers ou un refrain. Mick Jagger se charge alors d'écrire (ou de réécrire) le reste des paroles avec la mélodie du chant. Néanmoins, certains titres crédités Jagger/Richards sont parfois écrits et composés par Jagger seul. C'est le cas par exemple de Brown Sugar. L'association artistique entre Jagger et Richards leur vaudra le surnom de « The Glimmer Twins » (« les jumeaux étincelants »).
Les textes écrits par Jagger aident à façonner l'image des Rolling Stones : ils parlent de sexe, de drogues et tournent en dérision les femmes et la société. Mick Jagger se construit une image de mauvais garçon, impertinent et rebelle. Cette image qui prend forme à partir du milieu des années 1960 se perpétuera ensuite à grand renfort de coups médiatiques et de déclarations fracassantes.

### Carrière solo
Les premiers projets artistiques que Mick Jagger concrétise hors des Rolling Stones concernent le cinéma. Il joue en 1968 dans Performance un film de Nicolas Roeg, avec James Fox et Anita Pallenberg, dans lequel il incarne le personnage de Turner, une rock star décadente, peu éloignée de ce qu'il est à l'époque. Il s'agit sûrement de son rôle le plus convaincant au cinéma : les deux suivants Ned Kelly (1970) et Freejack (1992) seront beaucoup plus anecdotiques. En 1997, il revient au cinéma avec le rôle d'un transsexuel dans Bent de Sean Mathias.

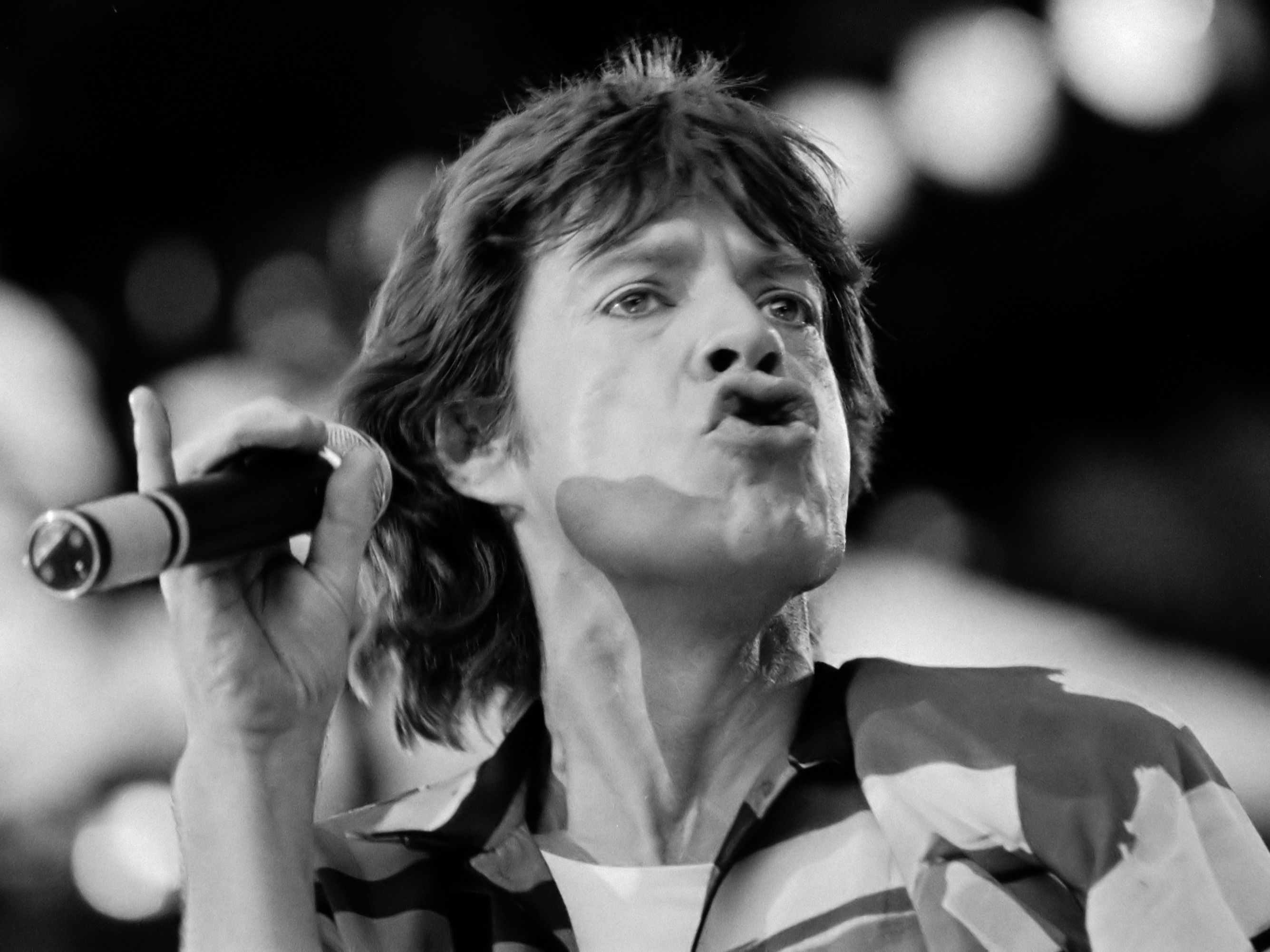
Mick Jagger en 1982.

Dans les années 1980, Mick Jagger se fâche avec Keith Richards et, en 1985, il décide de se lancer dans une carrière musicale solo en marge des Rolling Stones. Les albums She's the Boss (1985), Primitive Cool (1987) et Wandering Spirit (1993) n'arriveront pas vraiment à convaincre le public, malgré quelques bonnes ventes. En 1989, il se réconcilie avec Richards et recommence à se produire avec les Rolling Stones, jusqu'à aujourd'hui. Néanmoins, il continue de mener des projets parallèles : en 2001 sort son quatrième album solo, Goddess in the Doorway, auquel ont participé des artistes comme Lenny Kravitz, Bono ou Pete Townshend. Comme ses précédents albums solos, il peine à convaincre le public malgré un certain succès critique. En 2007, Mick Jagger sort une compilation de son travail solo, The Very Best Of Mick Jagger.
En 2011, il collabore avec Damian Marley, Joss Stone, Dave Stewart et A. R. Rahman pour l'album SuperHeavy.

## Personnage médiatique

### Performerdu rock

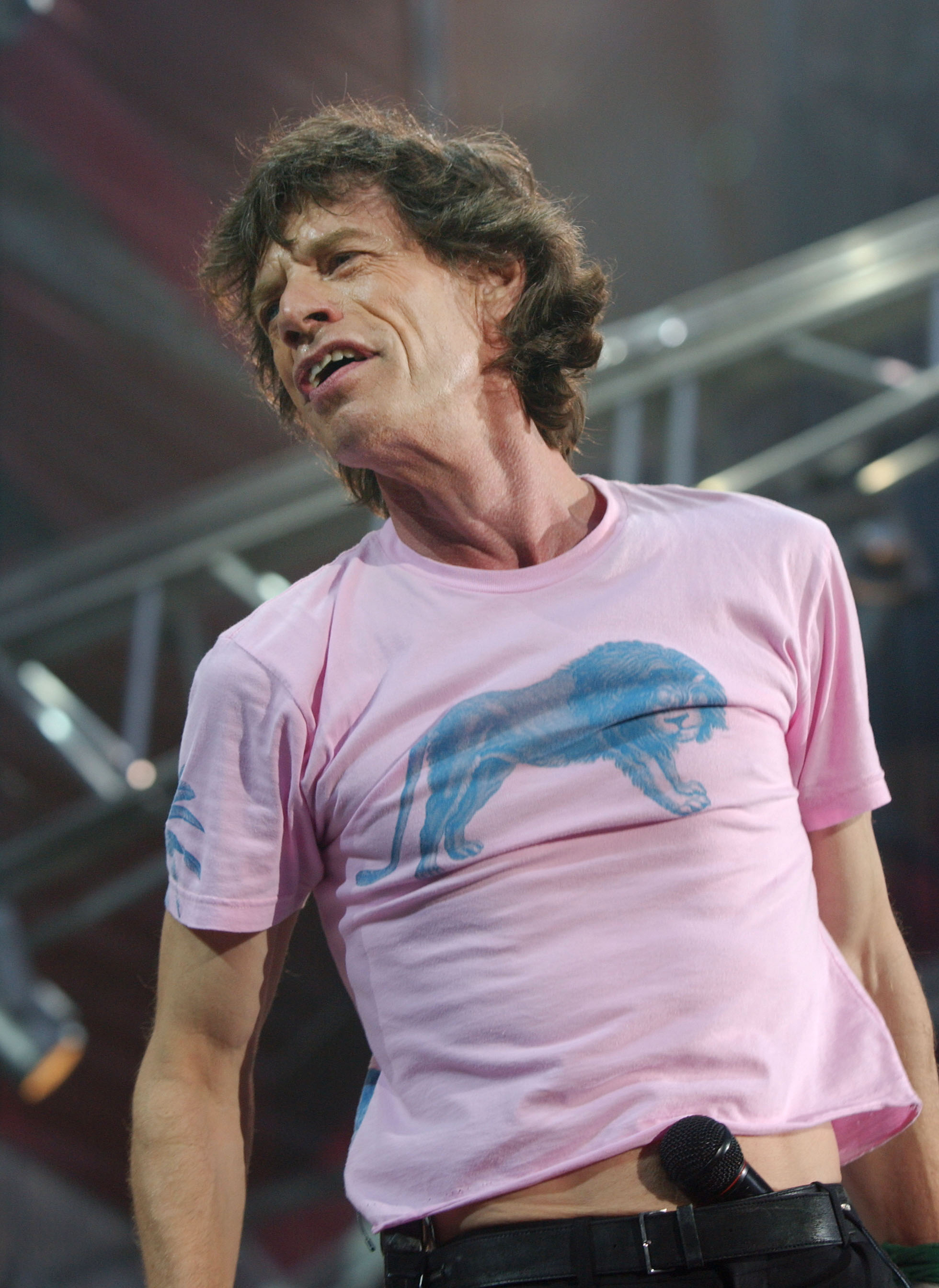
Mick Jagger en concert à Milan en 2003.

Avec Elvis Presley et Freddie Mercury ou Bruce Springsteen, Mick Jagger est considéré comme l'un des personnages les plus emblématiques du rock. Comme le King, il doit sa popularité à la dimension sexuelle du rock qu'il mettait en scène. Son physique particulier (lèvres amplement dimensionnées, taille de guêpe), androgyne, ses postures arrogantes et ses déhanchements féminins participaient à la construction de cette dimension sexuelle (souvent présentée comme ambivalente). Jagger déclarera même avoir été influencé dans les années 1960 par le jeu de scène sensuel et sexuel de Tina Turner pour développer le sien. Lui-même influencera de multiples chanteurs par son jeu de scène comme Steven Tyler, Jim Morrison, Iggy Pop ou Michael Hutchence.
Mick Jagger reste l'un des premiers chanteurs d'un groupe à s'être véritablement imposé sur scène comme la figure principale du groupe. Cette posture (qui sera imitée par la suite par de nombreux autres chanteurs : Jim Morrison, etc.) fera beaucoup pour la popularité des Rolling Stones. On remarquera que le logo des Stones représente une bouche lippue avec une langue : les attributs les plus remarquables de Mick Jagger.

### Vie privée
En dehors de la scène, Mick Jagger accréditait son attitude en ayant une vie amoureuse assez importante et agitée : il a estimé un jour à 4 000 le nombre de ses conquêtes. Mari et amant volage, il aurait eu des liaisons avec Chrissie Shrimpton, Pamela Des Barres, Anita Pallenberg, Marsha Hunt , Janice Dickinson, Angelina Jolie, Carla Bruni,, Carly Simon, le mannequin Sophie Dahl.

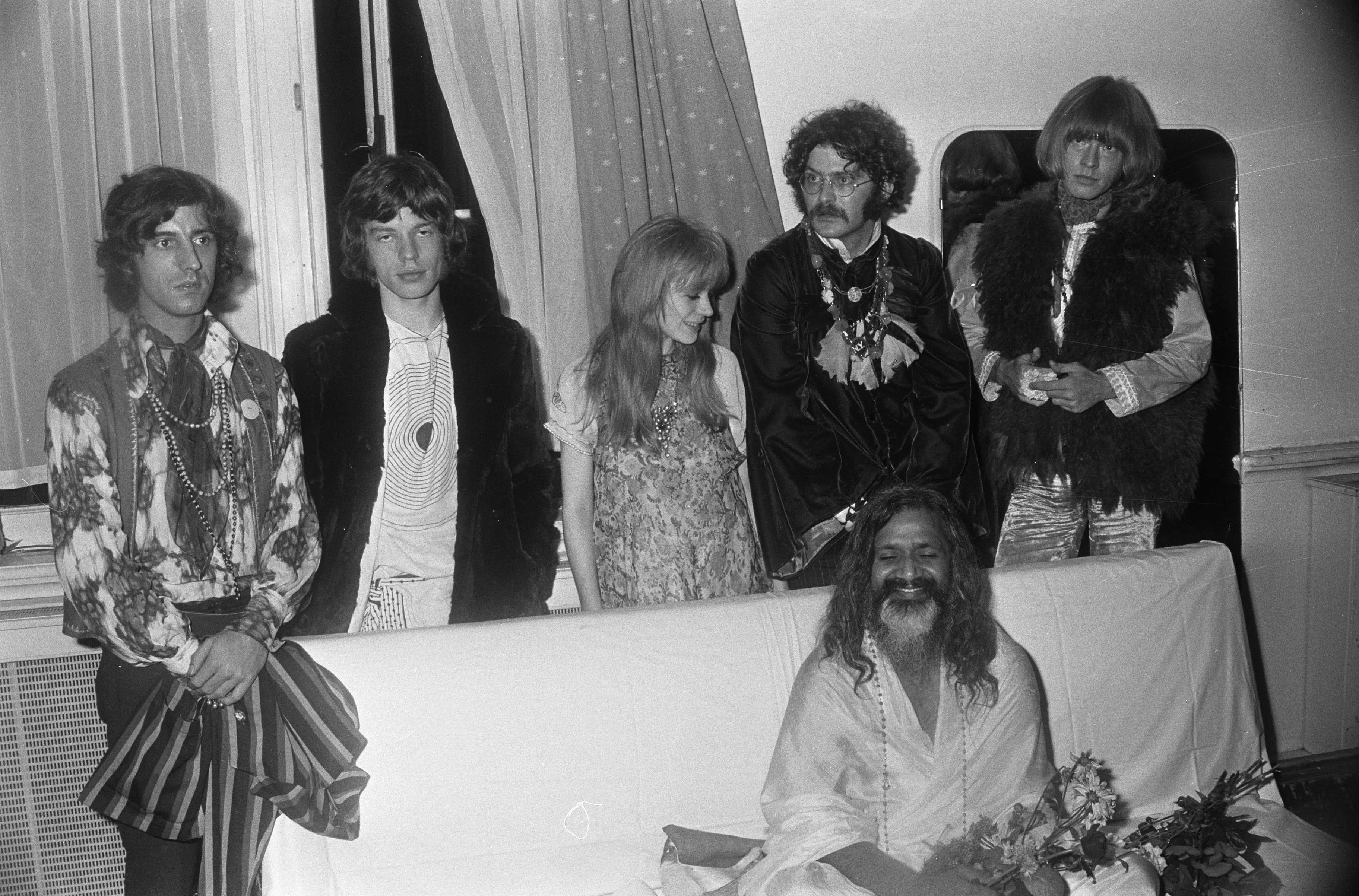
Mick Jagger, en compagnie de Marianne Faithfull et Brian Jones, après une conférence de Maharishi Mahesh Yogi, « guru des Beatles, » en 1967 au Concertgebouw (Amsterdam).

À partir de 1965 et jusqu'en 1970, il aura une liaison tumultueuse avec Marianne Faithfull sur fond de drogues. Marianne et Mick seront même arrêtés en 1967 avec Keith Richards à Redlands, dans la maison de Keith, en possession de cannabis. L'influence de Marianne Faithfull, très cultivée, va se faire sentir sur les textes de Mick pendant leur relation. Elle va lui permettre de s'ouvrir aux arts et à la littérature. C'est elle qui lui présente le livre Le Maître et Marguerite de Mikhaïl Boulgakov, qui va lui servir à écrire Sympathy for the Devil. En 1969, Marianne Faithfull écrira la chanson Sister Morphine qui sera créditée en 1971 dans l'album des Rolling Stones Sticky Fingers aux noms de Jagger et Richards. Ce n'est que bien des années plus tard après une bataille juridique que Marianne Faithfull en sera reconnue coauteur.
Après leur relation, Mick va connaître, à partir des années 1970, un intérêt croissant pour la jet set et la grande bourgeoisie britannique. En 1971, son mariage avec Bianca Pérez-Mora y Macias, à Saint-Tropez, convie une multitude de stars et est très médiatisé. Le couple, qui a l'habitude de parler français en son sein, se fait remarquer jusqu'au début des années 1980 dans les soirées mondaines. Mick Jagger divorcera de Bianca en 1980, après l'avoir trompée avec Jerry Hall. Mick et Jerry se marieront en 1990, mais ce mariage sera annulé en 1999, après que Mick l'a aussi trompée avec Luciana Gimenez Morad, un mannequin brésilien.

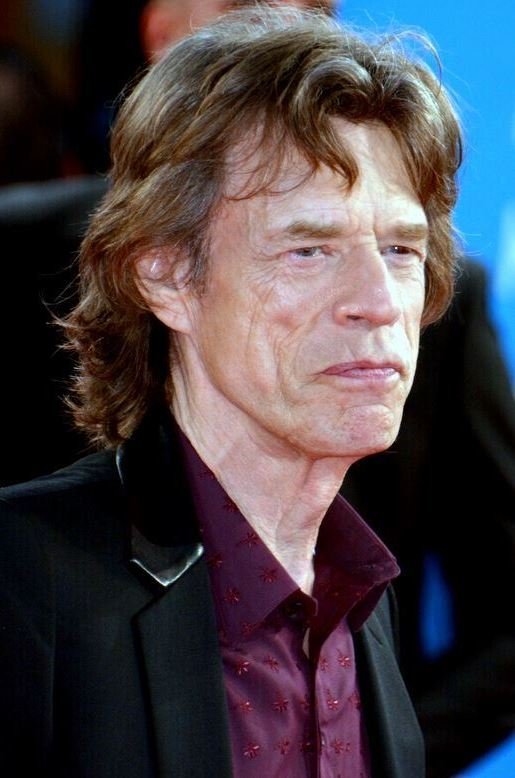
Mick Jagger en 2014.

L'Wren Scott, top model américaine et créatrice de mode, est sa compagne entre 2001 et 2014 ; elle se suicide le 17 mars 2014 à New York.
Un article de Paris Match relate les confidences de l'ex-épouse de David Bowie au journal britannique The Sun où elle révèle avoir découvert son mari dans un lit avec Mick Jagger, précisant que les deux hommes étaient nus et ivres. Match estime que cette révélation n'est qu'un « secret de polichinelle ». Toutefois, Keith Richards, dans son autobiographie Life, n'évoque pas ces points.
Mick Jagger a eu huit enfants :
- Karis Jagger, née en 1970, d'une liaison avec Marsha Hunt ;
- Jade Jagger, née en 1971, avec Bianca Jagger ;
- Elizabeth Jagger (née en 1984), James (né en 1985), Georgia May Jagger (née en 1992) et Gabriel (né en 1997) avec Jerry Hall ;
- Lucas Maurice Morad, né en 1999, d'une liaison avec Luciana Gimenez Morad.
- Deveraux Octavian Basil, né le 8 décembre 2016, avec Melanie Hamrick, ex-ballerine, Mick avait 73 ans lors de sa naissance.

En 2014, deux ans avant la naissance de ce dernier enfant, Mick est devenu arrière-grand-père, la fille de Jade, Assisi Jackson, étant devenue mère d'une petite Ezra tandis que Jade avait un nouvel enfant la même année,.

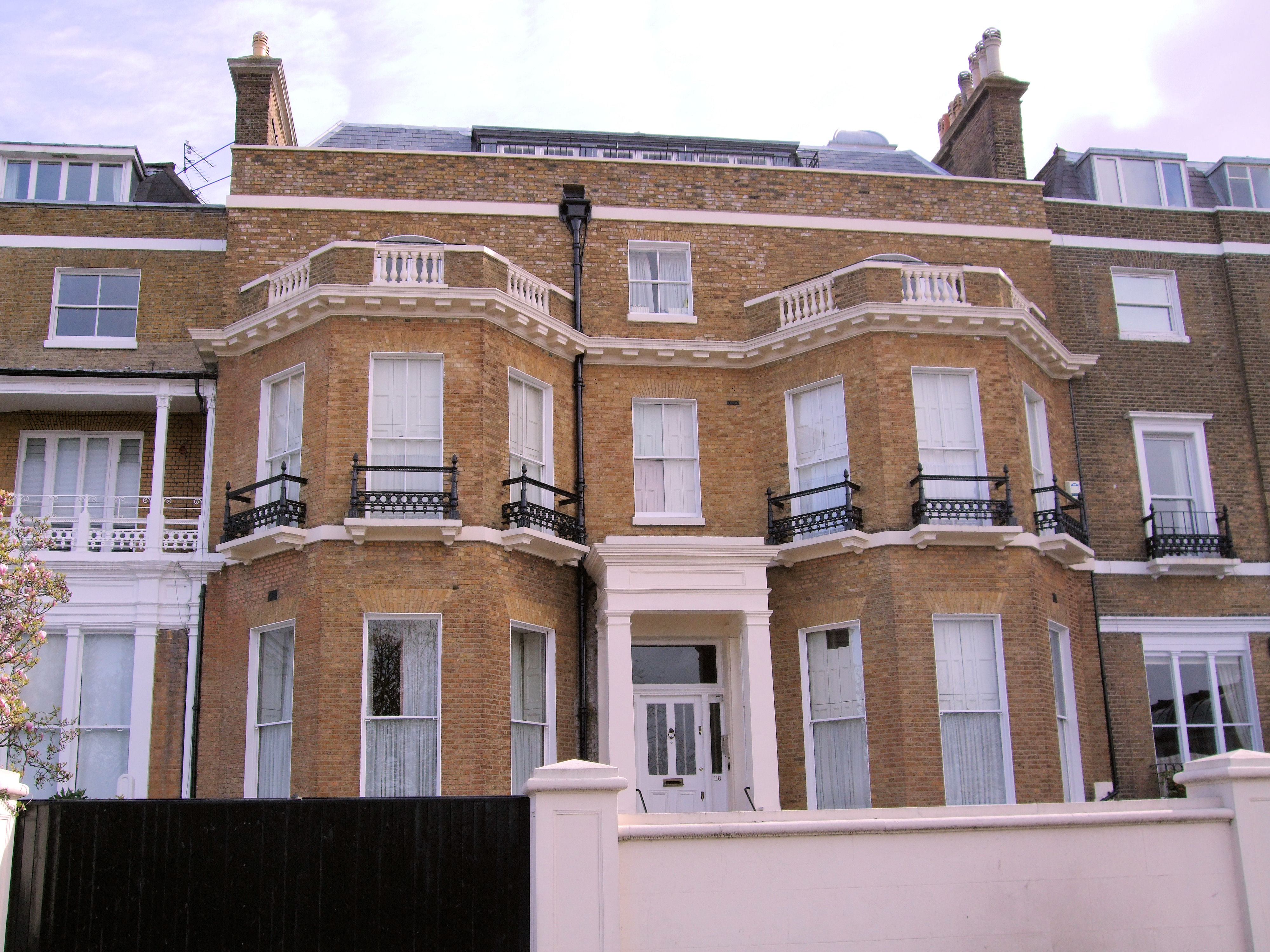
Ancienne maison de Mick Jagger à Richmond Hill.

En 2017, il possède une maison à Richmond, deux appartements et une maison à New York, une maison sur l'île Moustique et le château de Fourchette (Touraine).
Il est opéré du cœur le 5 avril 2019, bénéficiant de la technique TAVI,, qui lui permet de se rétablir très rapidement et de reprendre les tournées dès l'été suivant,,,.
En juin 2022, lors de la tournée européenne, il est testé positif au Covid-19, ce qui entraîne l'annulation des concerts des Rolling Stones prévus à Amsterdam et à Berne.
En septembre 2023, il évoque dans une interview au Wall Street Journal son souhait d'offrir les droits du catalogue des Rolling Stones à des œuvres de charité.

### Drogues

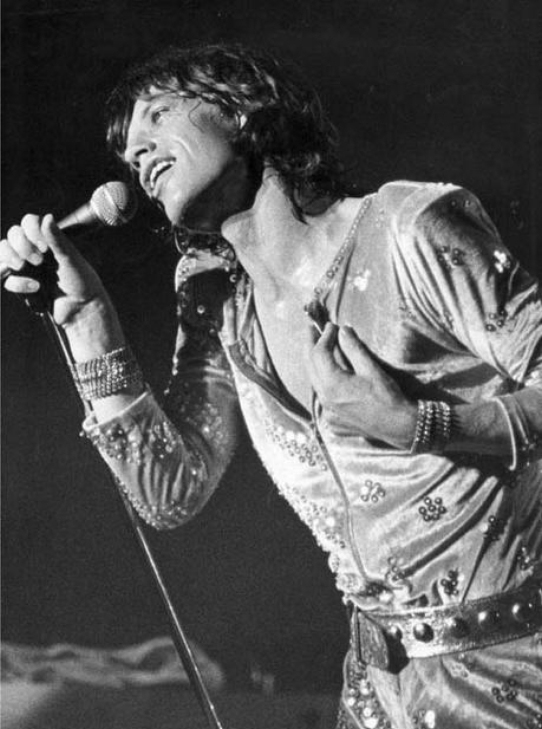
Mick Jagger en 1973.

L'usage de la drogue étant intimement lié à la légende des Rolling Stones, Mick Jagger fut pendant une grande partie de sa carrière musicale associé à des affaires de consommation de drogues (bien que la plupart n'aient jamais fait l'objet de procédures judiciaires). Sa première arrestation pour possession de drogue remonte à une descente de police dans la maison de Keith Richards en 1967. Les deux Stones risquèrent un temps la prison à cause du cannabis qui fut trouvé, avant d'être relâchés et après avoir provoqué l'émoi du journal The Times, qui prit leur défense. Bien qu'ayant moins flirté avec la mort que Keith Richards, qui fut dans les années 1970 un héroïnomane notoire, Mick Jagger a avoué qu'à de multiples reprises, il avait consommé des drogues durant sa carrière. Il a déclaré notamment qu'il était sous l'effet du LSD lors de la séance photo pour la pochette de l'album Their Satanic Majesties Request en 1967. Dans le documentaire Cocksucker Blues tourné en 1972, on le voit même sniffer de la cocaïne en coulisses.
Tony Sanchez, surnommé « Spanish Tony », dans son autobiographie Up and Down With the Rolling Stones, déclarait qu'il fournissait Mick Jagger en cocaïne. Certaines des chansons écrites ont pour référence plus ou moins explicites certaines drogues : Mother's Little Helper (le valium), Dead Flowers ou Brown sugar (l'héroïne) ou Sister Morphine.

### Mick Jagger et la France

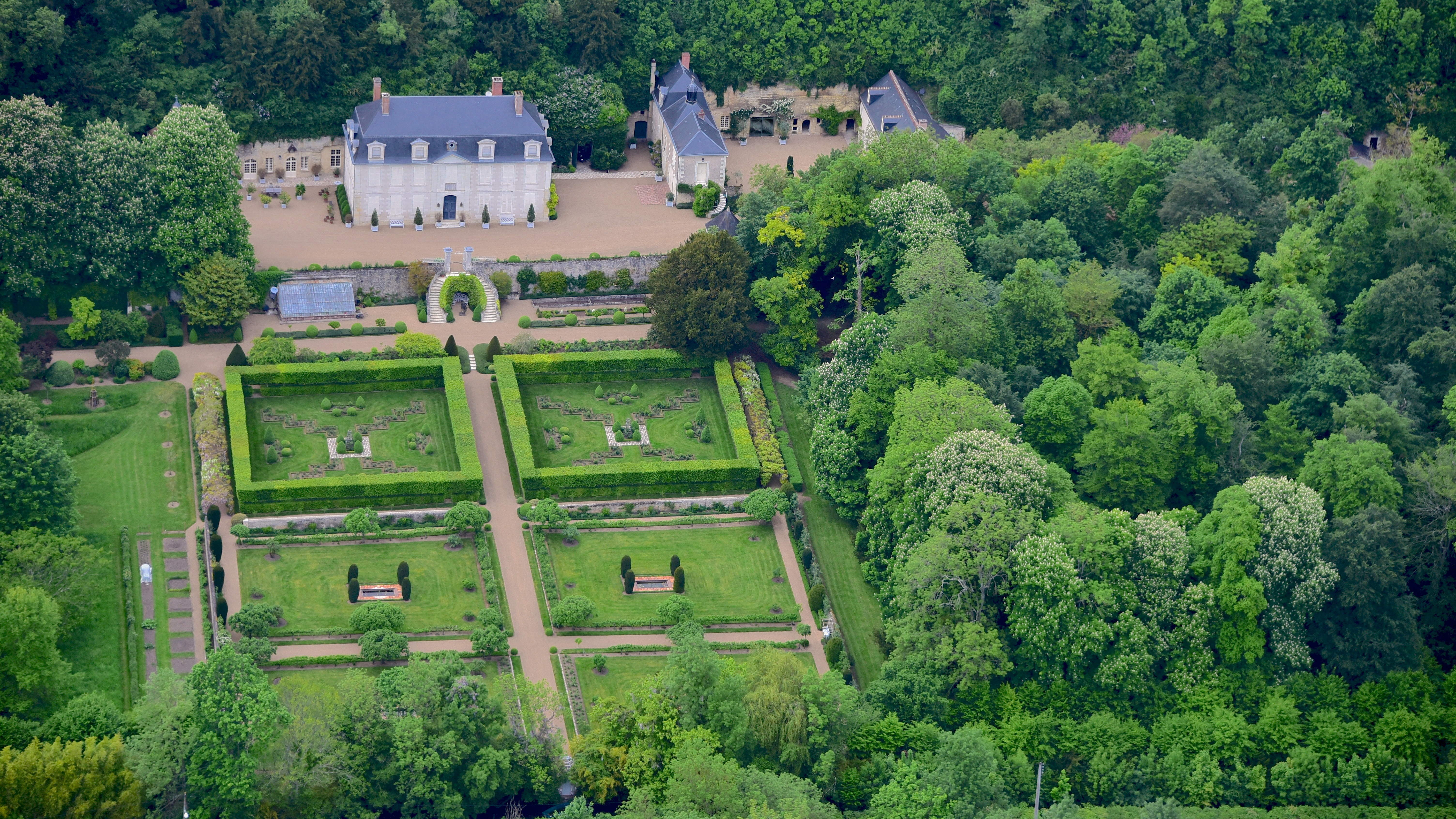
Château de Fourchette.

Sa maîtrise de la langue française s'explique par ses cours à l'école, ses vacances passées en France lors de son enfance, par sa relation amoureuse avec Bianca Perez-Mora y Macias avec laquelle il conversait en français, par son exil fiscal dans le sud de la France au début des années 1970.
Il est propriétaire du château de Fourchette à Pocé-sur-Cisse près d'Amboise, en Touraine.

## Discographie
Pour la discographie avec les Rolling Stones voir : 

### Albums
Albums studio
- 1985 : She's the Boss
- 1987 : Primitive Cool
- 1993 : Wandering Spirit
- 2001 : Goddess in the Doorway

Compilation
- 2007 : The Very Best of Mick Jagger

Albums en collaboration
- 1972 : Jamming with Edward! : avec Charlie Watts, Bill Wyman, Nicky Hopkins et Ry Cooder
- 2004 : Alfie : bande originale du film Irrésistible Alfie coécrite avec Dave Stewart (récompensée par un Grammy Awards de la meilleure bande originale de film)
- 2011 : SuperHeavy : avec le supergroupe SuperHeavy composé de Jagger, Damian Marley, Joss Stone, Dave Stewart et A. R. Rahman

Participations
- 1966 : The Art of Chris Farlowe de Chris Farlowe : Mick aux chœurs et à la production.
- 1967 : All You Need Is Love des Beatles sur l'album Magical Mystery Tour: Mick aux chœurs, avec Keith Richards, Marianne Faithfull, Eric Clapton, etc.
- 1971 : You're So Vain de Carly Simon de l'album No Secrets : chœurs à partir du 2e refrain.
- 1974 : I've Got My Own Album to Do de Ron Wood guitare sur 1 chanson, chœurs sur 2 chansons.
- 1979 : Gimme Some Neck de Ron Wood - Mick aux chœurs.
- 1984 : State Of Shock des Jackson 5 : Mick au chant.
- 1985 : Dancing in the Street avec David Bowie - Single pour collecter des fonds pour la cause de secours contre la famine Live Aid.
- 1995 : The Long Black Veil des Chieftains : Mick sur la chanson-titre.
- 2001 : Pay Pack & Follow de John Phillips -  Mick aux chœurs et à la production avec Keith Richards et Harvey Jay Goldberg.
- 2004 : Old Habits Die Hard de Sheryl Crow  et David A. Stewart ; Mick chante sur cette chanson sortie en single.
- 2006 : The Rocky Road to Dublin des Chieftains ; les Rolling Stones jouent sur cette chanson tirée de la compilation The Essential Chieftains.
- 2006 : Paint It Black - Symphonic Music Of The Rolling Stones du London Symphony Orchestra Featuring Mick Jagger, Michael Hutchence & Marianne Faithfull.
- 2007 : Putamayo Presents World Hits - Artistes variés - Mick Jagger chante avec Peter Tosh sur une chanson de Smokey Robinson (You Gotta Walk) Don't Look Back.  Parmi les autres artistes qui se retrouvent sur cette compilation, il y a Touré Kunda (E'mma), Youssou N'Dour avec Neneh Cherry (7 Seconds), Mango Santamaria (Watermelon Man une reprise de Herbie Hancock), Santana Oye Come Va, Jimmy Cliff The Harder They Come, etc.
- 2015 : Cass County de Don Henley ; harmonica et chant sur Bramble Rose.
- 2017 : DJ Blues de Chris Jagger de l'album All the Best ; Mick aux chœurs.
- 2018 : The Blues Is Alive And Well de Buddy Guy ; Mick au chant sur You Did The Crime, Keith Richards aussi joue sur l'album avec Jeff Beck sur Cognac.

### Singles
- 1970 : Memo from Turner
- 1978 : (You Gotta Walk) Don't Look Back : en duo avec Peter Tosh
- 1984 : State of Shock : en duo avec The Jacksons
- 1985 : Just Another Night
- 1985 : Lucky in Love
- 1985 : Hard Woman
- 1985 : Dancing in the Street : en duo avec David Bowie
- 1986 : Ruthless People
- 1987 : Let's Work
- 1987 : Throwaway
- 1987 : Say You Will
- 1988 : Primitive Cool
- 1993 : Sweet Thing
- 1993 : Don't Tear Me Up
- 1993 : Out of Focus
- 2001 : God Gave Me Everything
- 2002 : Visions of Paradise
- 2004 : Old Habits Die Hard : en duo avec Dave Stewart
- 2008 : Charmed Life
- 2011 : Miracle Worker : avec SuperHeavy
- 2011 : T.H.E. (The Hardest Ever) de Will.i.am avec Mick Jagger et Jennifer Lopez
- 2017 : Gotta Get A Grip / England Lost

## Filmographie

### Acteur
- 1967 : Tonight Let's All Make Love in London de Peter Whitehead : Lui-même
- 1970 : Performance de Nicolas Roeg : Turner
- 1971 : Ned Kelly de Tony Richardson : Ned Kelly
- 1978 : All You Need Is Cash de Eric Idle : Lui-même
- 1982 : Burden of Dreams de Les Blank : Lui même
- 1987 : The nightingale de Ivan Passer : L'Empereur
- 1987 : Running Out of Luck, de Julien Temple : Lui même
- 1992 : Freejack de Geoff Murphy : Victor Vacendak
- 1997 : Bent de Sean Mathias : Greta/George
- 1999                    : Ennemis intimes de Werner Herzog : Mick/Wilbur
- 2001 : L'Homme d'Elysian Fields — Les âmes perdues de George Hickenlooper : Luther Fox
- 2008 : Shine a Light de Martin Scorsese : Lui même
- 2019 : The Burnt Orange Heresy de Giuseppe Capotondi : Joseph Cassidy

- Mick Jagger devait jouer un rôle important dans Fitzcarraldo de Werner Herzog mais la maladie de l'acteur principal Jason Robards provoqua l'interruption du tournage. Robards fut remplacé par Klaus Kinski mais, quand le tournage put recommencer après six semaines d'interruption, Mick Jagger n'était plus disponible : son personnage fut alors supprimé du scénario[32].
- Il apparaît aux côtés de Keith Richards dans un des épisodes de la saison 14 des Simpson, Like A Rolling Stone.
- On peut l'apercevoir dans le public de la deuxième soirée du concert de janvier 1972 immortalisé dans le documentaire de Sydney Pollack, Amazing Grace-Aretha Franklin (en), sorti en 2019[33],[34],[35]. Il est visible à 49 min 18 s et 59 min 54 s accompagné de Charlie Watts et seul et en gros plan à 1 h 05 min 45 s.

### Producteur
- 2001 : L'Homme d'Elysian Fields — Les âmes perdues de George Hickenlooper
- 2014 : Get On Up de Tate Taylor
- 2016 : Vinyl de Martin Scorsese (série Télévisée)
- 2022 : Jerry Lee Lewis: Trouble in Mind (documentaire) d'Ethan Coen

### Revues et magazines
- Best, nº 54, janvier 1973
- Best, nº 55, février 1973
- RTL'Rock, « Spécial Rolling Stones », octobre 1973
- Best
- Rock & Folk, nº 186, juillet 1982
- Best, nº 169, août 1982
- Rock & Folk, nº 217, mars 1985
- Musicien, Hors-série nº 2, « Spécial Rolling Stones », 1990
- Rock & Folk, Spécial Hors-série nº 1, « 1966-1990 Nos années Stones », 1990
- Philippe Manœuvre, MegaMick, Rock & Folk, nº 306, février 1993, repris in Rock & Folk, Spécial Hors-série nº 10, « Nos années Stones : 1963-1995 », juin 1995, p. 82-87.
- Jukebox magazine, nº 231, juin 2006
- Rock & Folk, nº 466, juin 2006

### Livres
- (en) Tony Scaduto, Mick Jagger : Everybody's Lucifer, Berkeley Publishing Corporation, New York, 1974, 297 p. + 16 p. H.T.
- François Bon, Les Rolling Stones, une biographie, 2002  (ISBN 2-213-61308-7)
- Philipp Norman (trad. Éditions Robert Laffont), Les Stones, Éditions Robert Laffont, 1984, 410 p. + 8 p. H. T.  (ISBN 2-221-04575-0)
- (en) Christopher Anderson Jagger unauthorized, Delacorte Press, États-Unis, 1993  (ISBN 0-385-30825-6) ; traduction française : Mick Jagger le scandaleux, Robert Laffont, 1993,  (ISBN 2-221-07637-0)
- Christopher Sandford, Mick Jagger : Primitive cool, Victor Gollancz Ltd, Londres, 1993 ; Traduction Française : Mick Jagger: la voix des Stones, Albin Michel, 1994,  (ISBN 2-226-07480-5)
- (en) James Phelge, Nankering With the Rolling Stones, 2000  (ISBN 1-55652-373-4)
- (en) Bill Wyman, Rolling with the Stones, 2003  (ISBN 0-7894-9998-3)
- The Rolling Stones (traduction française), Selon les Rolling Stones, Fayard, 2003  (ISBN 2-213-61679-5)
- (en) Andrew Loog Oldham, Rolling Stoned, Flammarion, 2006 [réf. nécessaire]
- Jerry Hall Du Texas à Mick Jagger, Michel Lafon, 1990  (ISBN 978-2-86391-361-1)